# La importancia de ser ladrón

La importancia de ser ladrón es una película de Argentina en blanco y negro dirigida por Julio Saraceni según guion de Antonio Corma y Don Napy inspirado en la obra de Enrique Guastavino que se estrenó el 28 de julio de 1944 y que tuvo como protagonistas a Alicia Vignoli, Francisco Álvarez y Héctor Calcaño. El filme contó con la asesoría artística de Álvaro Durañona y Vedia.

## Sinopsis
Un modesto empleado de comportamiento ejemplar es acusado por error de una gran defraudación. Resultó ser su hermano.

## Reparto
- Manuel Alcón
- Arturo Arcari
- Bernabé Ferreyra
- Roberto Bordoni ... Dr. Pérez
- Julián Bourges ... Víctor
- Héctor Calcaño ... Sr. Costa
- Fernando Campos
- Susana Campos
- Gustavo Cavero ... Vidal
- Homero Cárpena ... Morales
- Lidia Denis ... Martha
- Juan Fajardo
- Pedro Fiorito
- Ada Méndez ... "Nena"
- Percival Murray
- Dora Pastor
- Hugo Pimentel ... Jorge
- María Santos ... Doña Margarita
- Salvador Sinaí
- Adolfo Stray ... Varela
- Alicia Vignoli ... María de Santamaría
- Francisco Álvarez ... Ángel Custodio
- Ángel Boffa
- María Esther Corán

## Comentarios
El crítico Roland opinó que el filme era una “Reconstrucción libre de una farsa ingeniosa” en tanto para Calki se trataba de una “Comedia cinematográfica casi blanca, casi satírica, sin más ánimo que ofrecer un ameno y risueño espectáculo”. Por su parte el comentario de Manrupe y porrtela fue: “ Condescendiente comedia que pudo tener algo de crítica social pero que descansa en los gestos de Francisco Álvarez”.